# Ypthima sertorius
Ypthima sertorius är en fjärilsart som beskrevs av Hans Fruhstorfer 1911. Ypthima sertorius ingår i släktet Ypthima och familjen praktfjärilar. Inga underarter finns listade i Catalogue of Life.